# NGC 1365
NGC 1365 est une vaste galaxie spirale barrée de grand style située dans la constellation du Fourneau. NGC 1365 a été découverte par l'astronome écossais James Dunlop en 1826.

## Caractéristiques
NGC 1365 présente une large raie HI et elle renferme également des régions d'hydrogène ionisé. C'est aussi une galaxie active de type Seyfert 1.8.
En raison d'une brillance de surface égale à 14,18 mag/am2, on peut qualifier NGC 1365 de galaxie à faible brillance de surface (LSB en anglais pour low surface brightness). Les galaxies LSB sont des galaxies diffuses (D) avec une brillance de surface inférieure de moins d'une magnitude à celle du ciel nocturne ambiant.

### Distance
Sa vitesse par rapport au fond diffus cosmologique est de  1 539 ± 7 km/s, ce qui correspond à une distance de Hubble de 22,7 ± 1,6 Mpc (∼74 millions d'al).
À ce jour, 66 mesures non basées sur le décalage vers le rouge (redshift) donnent une distance de 16,560 ± 4,213 Mpc (∼54 millions d'al), ce qui est tout juste à l'extérieur des valeurs de la distance de Hubble. Notons cependant que c'est avec la valeur moyenne des mesures indépendantes, lorsqu'elles existent, que la base de données NASA/IPAC calcule le diamètre d'une galaxie et qu'en conséquence le diamètre de NGC 1365 pourrait être d'environ 92,4 kpc (∼301 000 al) si on utilisait la distance de Hubble pour le calculer.

### Morphologie
NGC 1365 a été utilisée par Gérard de Vaucouleurs comme une galaxie de type morphologique SB(s)bc dans son atlas des galaxies,.

### Luminosité dans l'infrarouge
NGC 1365 une galaxie lumineuse dans l'infrarouge (LIRG). La luminosité de la galaxie NGC 1365 dans l'infrarouge lointain (de 40 à 400 µm)  est égale à 7,24 × 1010 {\displaystyle L_{\odot }} (1010,86{\displaystyle L_{\odot }}) et sa luminosité totale dans l'infrarouge (de 8 à 1 000 µm) est de 1,00 x 1110 {\displaystyle L_{\odot }} (1011,00{\displaystyle L_{\odot }}).

## Trou noir de NGC 1365
Un trou noir supermassif d'une masse de 2 millions de masses solaires, se trouve au centre de cette galaxie. Il est en rotation rapide atteignant presque la vitesse de la lumière.
Selon les auteurs d'un article publié en 2012, la connaissance de la masse d'un trou noir central et du taux d'accrétion par celui-ci permet d'estimer le taux de formation d'étoiles dans la région centrale des galaxies de type Seyfert. Ce taux pour NGC 1365 serait à l'intérieur et à l'extérieur d'un rayon de 1 kpc respectivement de 0,48 {\displaystyle M_{\odot }}/an  et de 0,84 {\displaystyle M_{\odot }}/an
.

## Supernova
Quatre supernovas ont été découvertes dans NGC 1365 : SN 1957C, SN 1983V, SN 2001du et SN 2012fr (en).

### SN 1957C
Cette supernova a été découverte le 1er décembre 1957 par H.S. Gates dans le cadre du programme de recherche de supernova de l'observatoire Palomar. Le type de cette supernova n'a pas été déterminé.

### SN 1983V
Cette supernova a été découverte le 25 novembre 1983 par l'astronome amateur australien Robert Evans. Cette supernova était de type Ic,.

### SN 2001du
Cette supernova a aussi été découverte par Robert Evans le 23 août 2001. Cette supernova était de type IIP,.

### SN 2012fr
Cette supernova a été découverte le 27 octobre 2012 par Alain Klotz en utilisant le télescope TAROT de l'observatoire de La Silla. Cette supernova était de type Ia,.

## Groupe de NGC 1316 et l'amas du Fourneau

Image de l'amas du Fourneau avec NGC 1365 en bas à droite.

NGC 1365 fait partie du groupe de NGC 1316. Ce groupe est aussi membre de l'amas du Fourneau, et il comprend au moins 20 galaxies, dont les galaxies IC 335, NGC 1310, NGC 1316, NGC 1317, NGC 1341, NGC 1350, NGC 1365, NGC 1380, NGC 1381, NGC 1382 et NGC 1404.

## Galerie

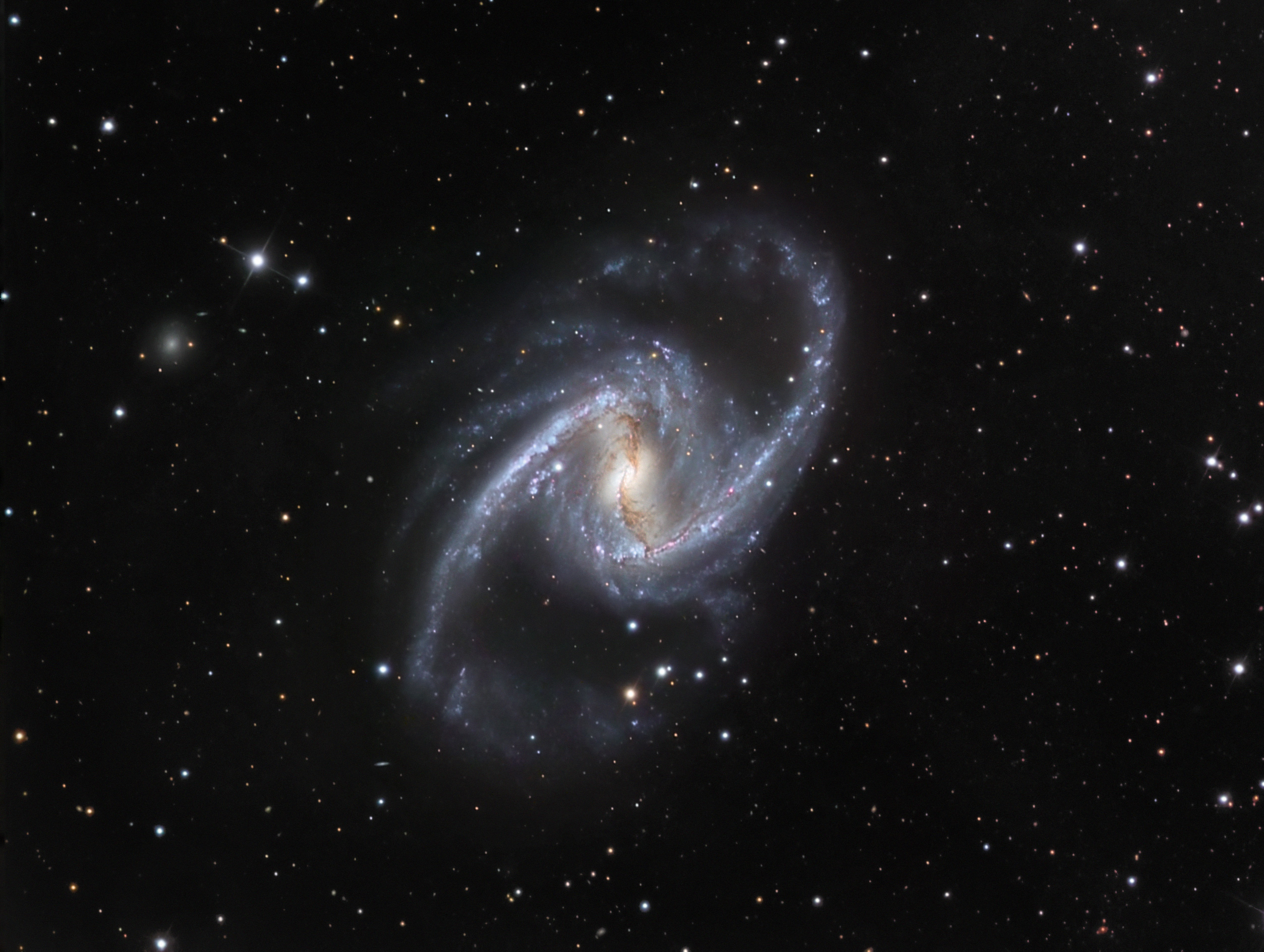
Image prise avec le télescope de 1,5 m à l'observatoire de La Silla.
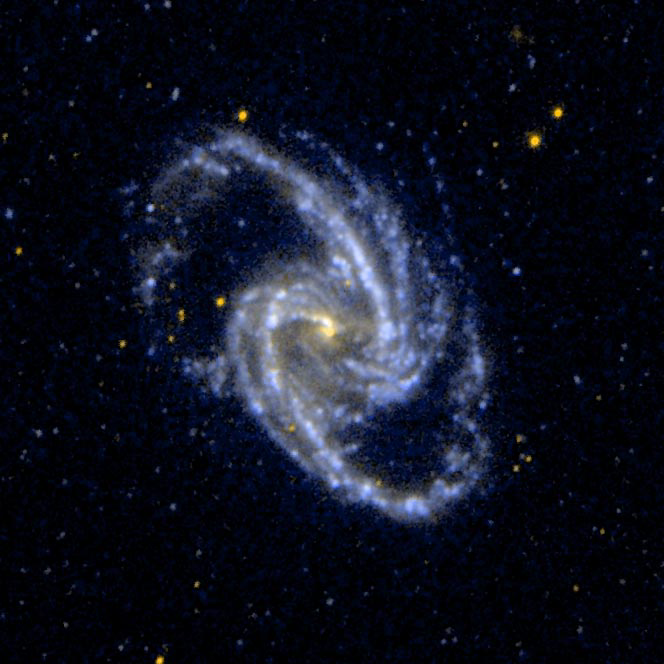
Image captée dans le domaine de l'ultraviolet par GALEX.
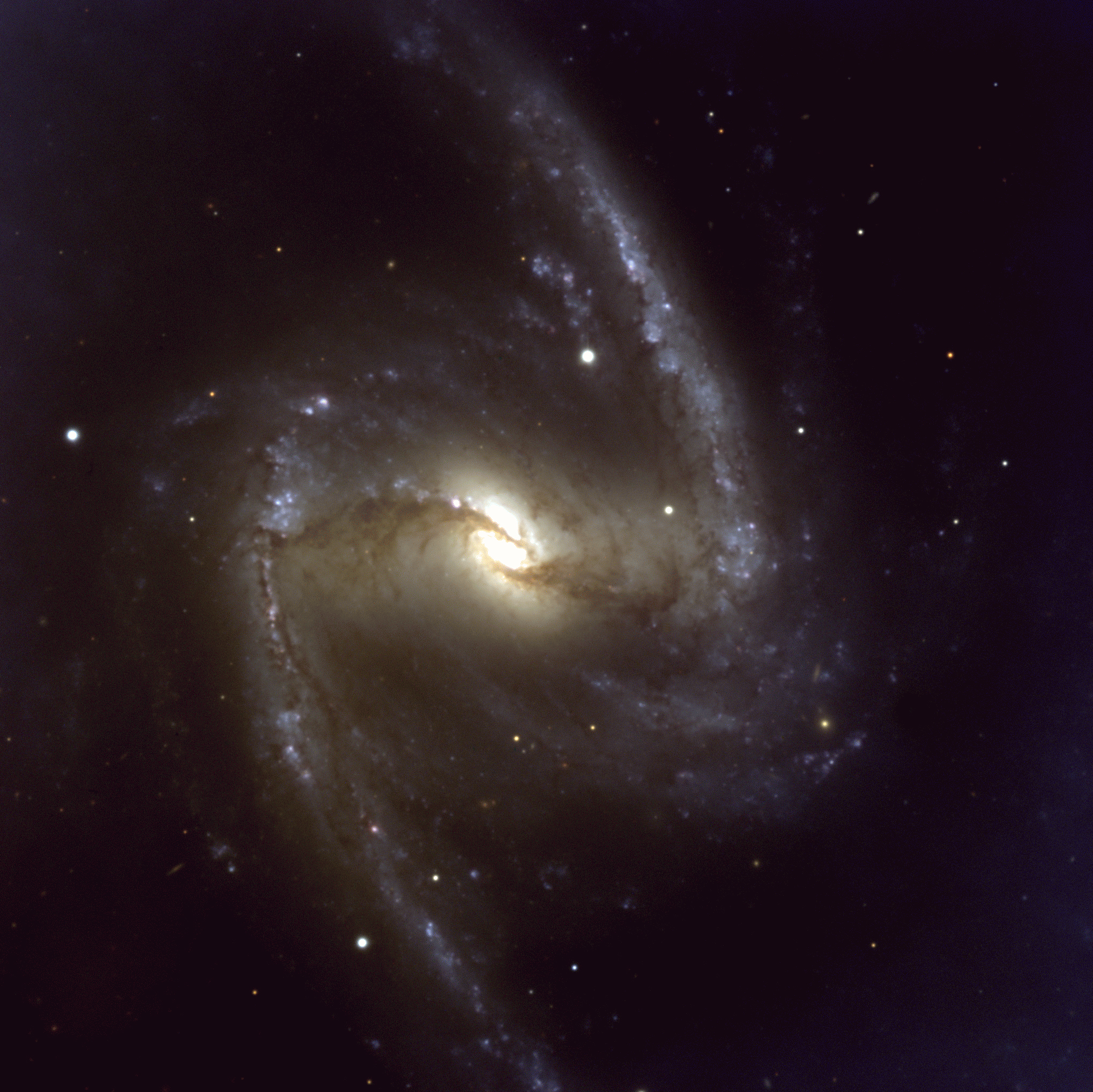
Image captée par le Very Large Telescope de l'observatoire européen austral.
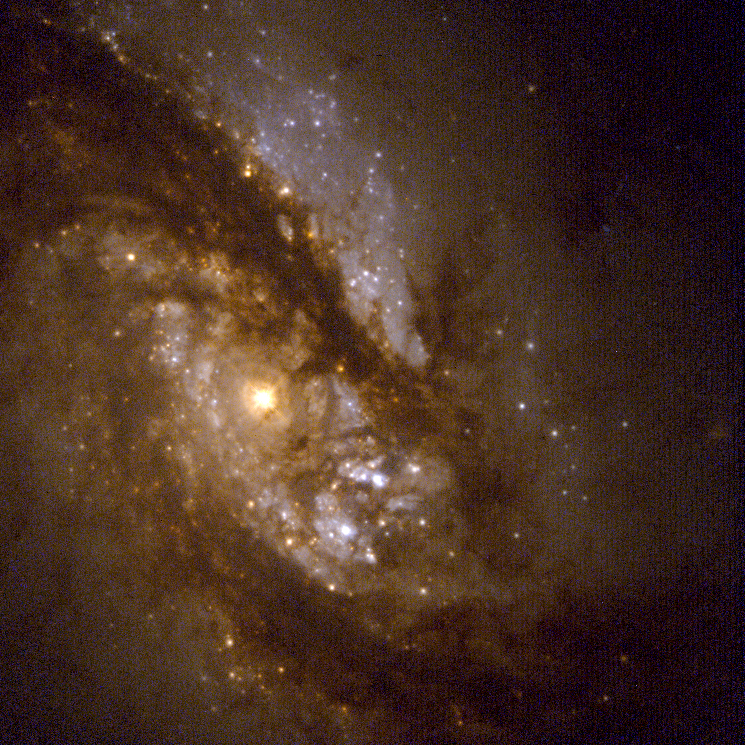
Le centre de NGC 1365 par le télescope spatial Hubble.
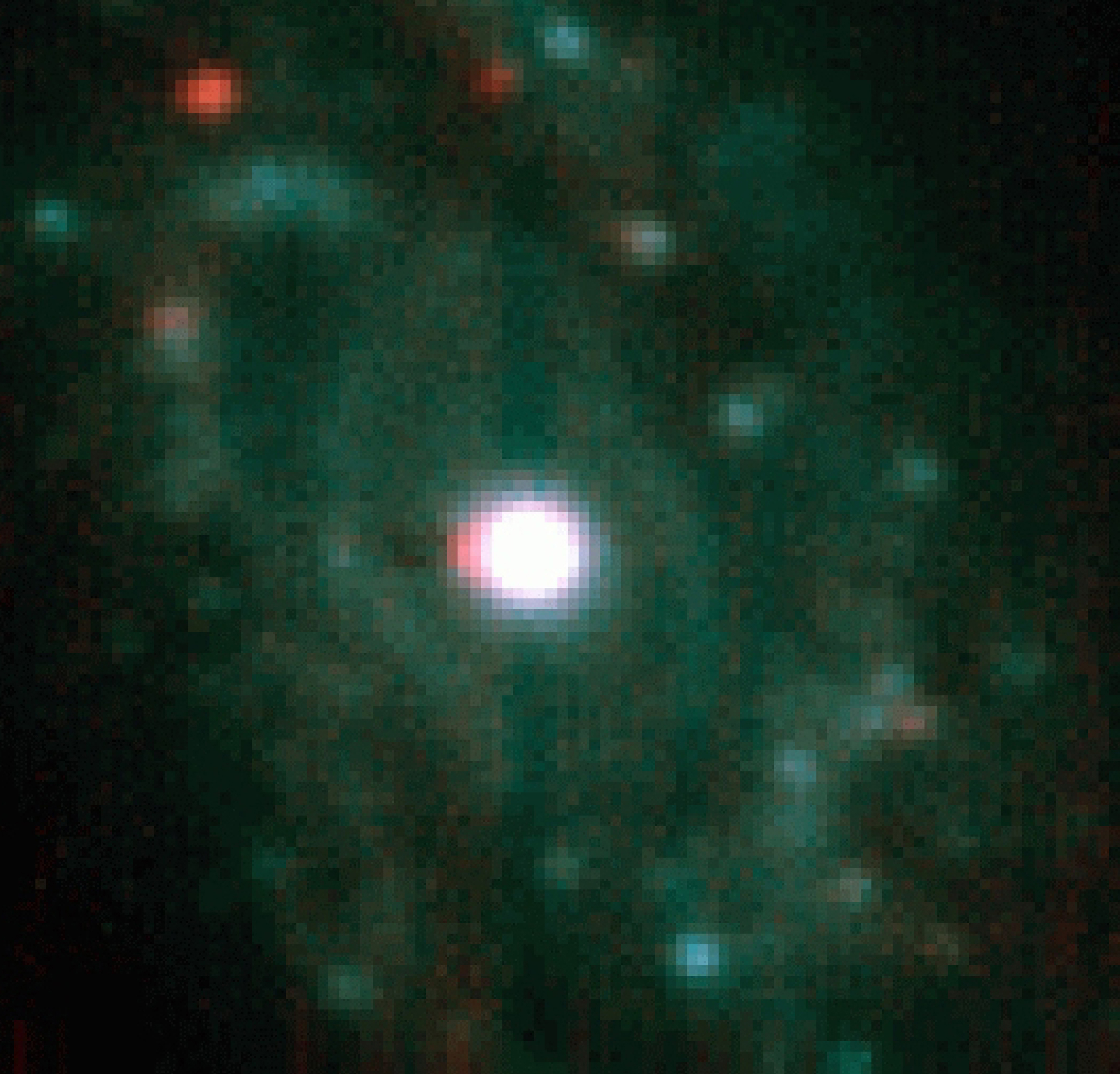
La région centrale de NGC 13656 en infrarouge par l'instrument ISAAC du VLT
- Vidéo de la supernova SN 2012fr réalisée par l'ESO.